# Schloss Chyše

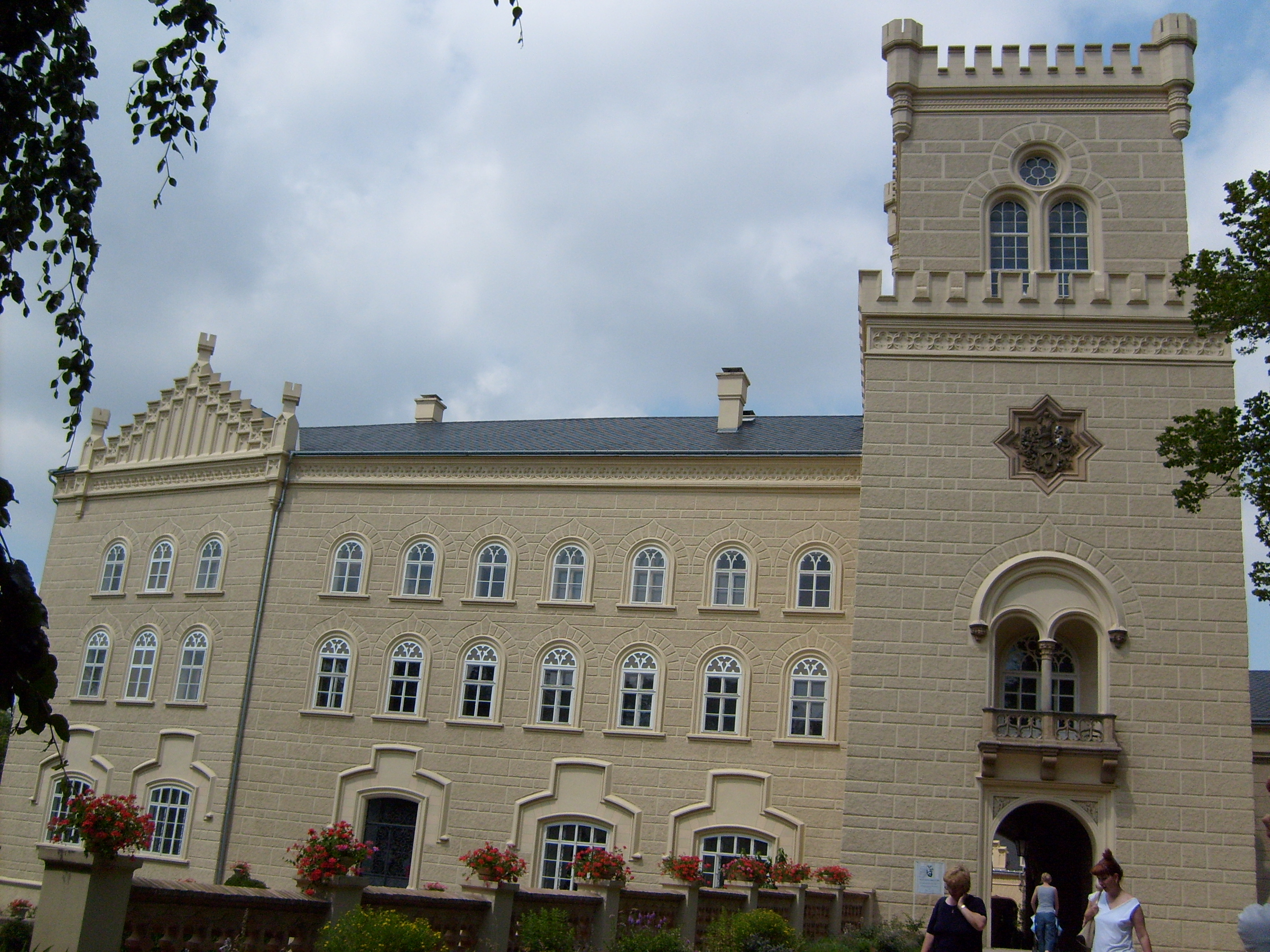
Schloss Chyše

Schloss Chyše (deutsch Chiesch), der Sitz der Grafen Lažanský von Buggau (tschechisch Lažanští z Bukové), befindet sich etwa in Mitte der Strecke Karlsbad – Rakovník, beim gleichnamigen Städtchen Chyše (Tschechien).

## Geschichte
Die Gemeinde wird bereits in der zweiten Hälfte des 12. Jahrhunderts erwähnt. Auf dem Platz der ursprünglichen Herrschersiedlung wurde im 15. Jahrhundert eine gotische Burg erbaut. Die Burg und das Dorf bekam 1466 Burian von Guttenstein (Burian z Gutštejna), ein Widersacher des Königs Georg von Podiebrad. Die Burg wurde 1467 vom königlichen Heer erobert und zerstört.
Jahrhunderte später erhielt Mikuláš Lobkowicz durch Heirat das Dorf und ließ ein auf den Grundmauern der Burg ein Renaissance-Schloss erbauen. 1579 verkaufte er die Herrschaft wieder. Weitere bedeutende Besitzer des Ortes waren Anna Ludmila Krakovská z (Kolovrat) und ihr zweiter Mann Baron Karel Jiří Michna z Vacínova. Sie bauten Ende des 17. Jahrhunderts das Schloss im Barock-Stil um. Die barocke Innenausstattung kann heute noch besichtigt werden, darunter Deckengemälde von Peter Johann Brandl. Johann Joseph Kolowrat-Krakowsky, der die Herrschaft Chiesch 1738 geerbt hatte, war daran wenig interessiert und verkaufte sie 1747 an Wenzel Leopold Putz von Breitenbach, der noch im selben Jahr verstarb. Chiesch fiel seinem ältesten Sohn Johann Nepomuk Putz von Breitenbach zu, der den Besitz 1758 seinem Bruder  Franz Xaver vererbte. Unter den Brüdern Putz von Breitenbach wurde die Herrschaft zunehmend überschuldet. 
1766 wurde die Herrschaft Chiesch deshalb an Graf Prokop Lažanský z Bukové versteigert, damals Herr auf dem benachbarten Manětín und Rabštejn nad Střelou. Durch seine Söhne wurde die Adelslinie verzweigt und das Geschlecht Lažanský Bukové, Manětínský und z Chyšova. Dem Prokop III. Lažanský gehörte das Schloss von 1823 bis 1868 und er ließ einige Restaurierungen und Veränderungen durchführen, vor allem auch der Umbau im Stil der Romantik durch den Prager Baumeister Ignaz Ullmann. Elemente der Romanik, gotische Fenster nach britischem Vorbild gebaute Zinnen und Brunnen an den Ecken blieben bis heute in ihrer Form erhalten.
Von März 1917 unterrichtete fünf Monate lang Karel Čapek den jungen Grafen Prokop Lažanský.
Nach dem Zweiten Weltkrieg wurde das Schloss konfisziert und völlig zweckentfremdet. Es diente bis 1979 als Schule in der Natur des Bezirkes Most, danach wurde es nicht mehr genutzt. 1996 kauften die Eheleute Vladimír und Marcela Lažanský das Areal zurück und begannen mit einer großflächigen Rekonstruktion.